# Афганістан на літніх Олімпійських іграх 2020
Афганістан на літніх Олімпійських іграх 2020 буде представлена 5 спортсменами у 4 видах спорту.

## Легка атлетика
Спортсменів — 2
Трекові і шосейні дисципліни
| Атлет              | Змагання       | Забіг     | Забіг   | Чвертьфінал | Чвертьфінал | Півфінал  | Півфінал | Фінал     | Фінал   |
| Атлет              | Змагання       | Результат | Позиція | Результат   | Позиція     | Результат | Позиція  | Результат | Позиція |
| ------------------ | -------------- | --------- | ------- | ----------- | ----------- | --------- | -------- | --------- | ------- |
| Ша Махмуд Нур Захі | Чоловіки 100 м |           |         |             |             |           |          |           |         |
| Камія Юсуфі        | Жінки, 100 м   |           |         |             |             |           |          |           |         |

## Плавання
Спортсменів — 1
| Атлет        | Змагання                      | Заплив | Заплив  | Півфінал | Півфінал | Фінал | Фінал   |
| Атлет        | Змагання                      | Час    | Позиція | Час      | Позиція  | Час   | Позиція |
| ------------ | ----------------------------- | ------ | ------- | -------- | -------- | ----- | ------- |
| Фагім Анварі | Чоловіки, 50 м, вільний стиль |        |         |          |          |       |         |

## Стрільба
Спортсменів — 1
| Атлет        | Змагання                              | Кваліфікація | Кваліфікація | Фінал | Фінал   |
| Атлет        | Змагання                              | Очки         | Позиція      | Очки  | Позиція |
| ------------ | ------------------------------------- | ------------ | ------------ | ----- | ------- |
| Магді Йоварі | Чоловіки, 10 м, пневматична гвинтівка |              |              |       |         |

## Тхеквондо
Спортсменів — 1
| Атлет          | Змагання        | 1/8 фіналу       | Чвертьфінал      | Півфінал         | Втішний бій      | Фінал / 3М       | Фінал / 3М |
| Атлет          | Змагання        | Результат двобою | Результат двобою | Результат двобою | Результат двобою | Результат двобою | Позиція    |
| -------------- | --------------- | ---------------- | ---------------- | ---------------- | ---------------- | ---------------- | ---------- |
| Фаржад Мансурі | Чоловіки 80+ кг |                  |                  |                  |                  |                  |            |